# Ботмер, Дитрих фон
Ди́трих фон Бо́тмер (англ. Dietrich von Bothmer; 26 октября 1918, Айзенах — 12 октября 2009, Нью-Йорк) — американский археолог и историк искусства немецкого происхождения. Один из руководителей Метрополитен-музея.

## Биография
Родился в семье полковника прусской армии Вильгельма фон Ботмера. Старший брат — египтолог Бернард В. Ботмер. Образование получил в Берлинском университете им. Гумбольдта. Став в 1938 году лауреатом стипендии Родса поступил в Оксфордский университет. Там он встретился с сэром Джоном Бизли и вместе с ним принимал участие в работе по идентификации древнегреческих вазописцев и техники вазописи.
После окончания обучения в 1939 году Ботмер отправился с визитом в США. Тогда же началась Вторая мировая война и из-за сильных антинацистских настроений он предпочёл не возвращаться в Германию. В 1944 году получил степень доктора философии в Калифорнийском университете в Беркли. Не имея ещё статуса гражданина США он с 1944 по 1945 год добровольцем служил на флоте в Тихом океане, участвовал во Второй мировой войне и за свои заслуги получил Бронзовую звезду и Пурпурное сердце. В 1946 году устроился на работу в Метрополитен-музей, в Нью-Йорке, а в 1959 стал его куратором. С 1973 по 1990 год занимал должность главы греческого и римского департамента. Кроме того с 1965 по 2006 год был профессором в Институте изобразительных искусств при Нью-Йоркском университете.
За свою жизнь Дитрих фон Ботмер собрал богатую коллекцию античных древностей, особенно древнегреческой керамики, которую завещал Музею университета Эмори.